# Tentilhão-pequeno-de-koa
O tentilhão-pequeno-de-koa, Rhodacanthis flaviceps é uma espécie extinta de ave passeriforme que era endêmica do Havaí. Foi descrita cientificamente por Walter Rothschild em 1892.